# شدان الريف
شدان الريف أو الظبي الصخري (الاسم العلمي: Raphicerus campestris) ظبي صغير شائع في جنوب وشرق إفريقيا في كينيا وموزمبيق وسوازيلند وزمببوي وزمبية وبُتسوانة وأنغولا وناميبية وجنوب إفريقيا وتنزانية.